# إد ريتشاردز
إد ريتشاردز (بالإنجليزية: Edwin Richards)‏ هو مبارز بالسيف أمريكي، ولد في 3 نوفمبر 1929 في بوسطن في الولايات المتحدة، وتوفي في 18 نوفمبر 2012 في لاس فيغاس في الولايات المتحدة.

## وصلات خارجية
- إد ريتشاردز على موقع أوليمبيديا (الإنجليزية)